# یواس‌ان‌اس میشن سن فرناندو (تی-ای‌او-۱۲۲)
یواس‌ان‌اس میشن سن فرناندو (تی-ای‌او-۱۲۲) (به انگلیسی: USNS Mission San Fernando (T-AO-122)) یک کشتی بود که طول آن ۵۲۴ فوت (۱۶۰ متر) بود. این کشتی در سال ۱۹۴۳ ساخته شد.